# IC 46
IC 46 ist eine isoliert liegende, spiralförmige Radiogalaxie vom Hubble-Typ S0 im Sternbild Andromeda am Nordsternhimmel. Sie ist schätzungsweise 243 Millionen Lichtjahre von der Milchstraße entfernt und hat einen Durchmesser von etwa 45.000. Vom Sonnensystem aus entfernt sich die Galaxie mit einer errechneten Radialgeschwindigkeit von näherungsweise 5.300 Kilometern pro Sekunde.
Im selben Himmelsareal befinden sich unter anderem die Galaxien PGC 2627, PGC 212590, PGC 1806071, PGC 1810852.
Das Objekt wurde am 5. Dezember 1893 vom französischen Astronomen Stéphane Javelle.